# Gare de la Défense
Ne doit pas être confondu avec La Défense (métro de Paris).
Pour les articles homonymes, voir Défense.
La gare de la Défense - Grande Arche est une gare ferroviaire française située dans le quartier de la Défense, sur la commune de Puteaux dans le département des Hauts-de-Seine en région Île-de-France.
Elle se situe au cœur du quartier d'affaires de l'Ouest parisien du même nom, sous le parvis de la Défense, au pied de l'Arche. Elle est constituée de trois espaces distincts :
- Une gare de la Société nationale des chemins de fer français (SNCF), desservie par les trains de la ligne L du Transilien (réseau Paris-Saint-Lazare) et terminus de ceux de la ligne U (La Défense - La Verrière). Cette gare accueille en son sein une station de la ligne 2 du tramway, exploitée par la RATP.
- Une gare de la Régie autonome des transports parisiens (RATP), desservie par le RER A.
- Une deuxième gare SNCF, plus récente, desservie par le RER E.

## Situation ferroviaire
Établie à 54 mètres d'altitude, la première gare SNCF est située au point kilométrique (PK) 8,295 de la ligne de Paris-Saint-Lazare à Versailles-Rive-Droite du réseau ferré national, entre les gares de Courbevoie et de Puteaux. La station de tramway est située entre la station Faubourg de l'Arche et la gare de Puteaux.
La gare RATP, établie plus en profondeur, est située au point kilométrique 13,11 de la ligne A du RER, entre les gares de Nanterre-Préfecture et de Charles-de-Gaulle - Étoile. Elle dispose de deux quais centraux et de quatre voies.
La gare du RER E est située à 32 mètres ou 36 mètres de profondeur (suivant les documents), sous le Cnit. Elle dispose d'un quai central bordé par deux voies. Ce quai mesure 225 mètres de long pour une largeur d'environ 25 mètres, le tout dans un espace de 15 mètres de haut.

## Histoire

### Gare SNCF
Bien que la ligne de Paris-Saint-Lazare à Versailles-Rive-Droite existe depuis 1839, le conseil général de la Seine demande seulement en 1898 à la compagnie gérant cette ligne d'établir une gare au niveau du carrefour de la Défense. La réponse de la compagnie est négative :
« D'une part, le quartier (…) ne comporte en effet, ni agglomération importante, ni établissement industriel de nature à procurer un mouvement suivi de voyageurs. D'autre part, un nouvel arrêt allongerait de trois minutes la durée de trajet des trains omnibus ». Par la suite, d’autres demandes furent effectuées avec la même réponse.
En avril 1959, une gare provisoire est établie de façon à desservir l'exposition des « floralies » du tout nouveau Centre des nouvelles industries et technologies (CNIT). Cette gare ne sera utilisée alors que pour ces expositions, les trains ne s'y arrêtant pas en service normal. La gare définitive est inaugurée le 15 février 1970. Elle est rapidement couverte d'une dalle de béton en 1976.
En 1993, à la suite du prolongement de la ligne des Moulineaux, les deux voies côté CNIT ne sont plus desservies par les trains SNCF mais par les rames du tramway de la ligne T2 de la RATP.
En 2019, selon les estimations de la SNCF (Transilien), la fréquentation annuelle est de 30 264 172 voyageurs.

#### Station de tramway RATP
La station de la ligne de tramway T2 est implantée sur les deux voies encadrant le quai le plus à l'est de la gare SNCF. Ce quai était conçu initialement pour les éléments automoteurs Z 6400 de la SNCF. Les trams ayant des caisses plus étroites et des planchers plus bas, les rails de ces deux voies ont été reposés sur des massifs en béton pour les surélever et les rapprocher du quai, afin que le plancher des trams soit au niveau du quai. Les appareils de jonction avec les autres voies SNCF côté Paris Saint-Lazare ont été déposés.
Pour permettre la construction du pont-rails et de la trémie d'accès destinés au prolongement de la ligne T2 vers Bezons le long de la D992, les voies SNCF ont été coupées à la sortie de la gare côté Saint-Lazare pendant l'été 2008. Le temps des travaux, les trains de la ligne L étaient détournés entre Asnières-sur-Seine et Puteaux par les voies du groupe III via La Garenne-Colombes et le raccordement de La Folie.
En 2012, la station de la ligne T2 a été réaménagée de manière à répondre à l'augmentation du trafic voyageurs liée aux prolongements vers Bezons et Paris. Dans cette optique, le quai a été allongé côté Puteaux pour permettre à deux rames doubles de Citadis 302 d'être à quai en même temps, sans pour autant être côte à côte (soit une longueur de 130 m, c'est-à-dire deux fois la longueur des rames doubles du tramway de 65 m). Cet arrêt en quinconce des tramways était requis car, aux heures de pointe, les quais ne sont pas assez larges pour écouler le flux de voyageurs de deux rames à fois. Si une rame en direction de Bezons s'arrête en même temps qu'une autre rame en direction de Paris, chacune a ainsi toute la largeur du quai face à ses portes.
En conséquence il a aussi fallu construire de nouvelles sorties, pourtant encore insuffisantes (surchargées aux heures de pointe). Une des nouvelles sorties débouche au niveau de la grande salle d'échange (juste à côté d'un des accès SNCF et dont les escaliers donnent sur la partie prolongée des quais du tramway). C'est la sortie « grand dôme ». L'autre nouvelle sortie a nécessité un nouveau couloir pour relier la sortie Perronet directement vers le milieu de cette même salle d'échange. Afin de libérer le couloir SNCF, déjà saturé aux heures de pointe. On peut toujours emprunter, comme avant, une correspondance SNCF à cet endroit. Mais les autres passagers peuvent désormais aller directement vers le centre commercial, par ce couloir dédié.
La station de tramway présente la particularité de se rapprocher d'une station de type métro, notamment par la présence de lignes de contrôle, un cas unique par rapport aux autres stations de tramway RATP.

### Gare du RER A
La gare du RER A est ouverte le 19 janvier 1970 en même temps que le tronçon de La Défense à Charles de Gaulle - Étoile du « métro régional ». Elle est dessinée par l'architecte Henri Vicariot. Le 1er octobre 1972, la gare est connectée à l'ancienne ligne de Paris-Saint-Lazare à Saint-Germain-en-Laye, désormais exploitée par la RATP à partir de la gare de Nanterre-Université. Le 8 décembre 1977, ce métro régional devient le RER A.
En 2019, selon les estimations de la RATP, 34 129 971 voyageurs sont entrés dans cette gare.

### Gare du RER E
La gare du RER E est mise en service le 6 mai 2024 dans le cadre du prolongement à l'ouest du RER E,,. Elle a été construite par Vinci Construction en groupement avec Spie Batignolles de 2018 à 2024. Elle a nécessité la création de nouvelles fondations pour le Cnit et a coûté 354 millions d'euros,,.

## Services des voyageurs

### Accueil
La gare s'articule autour du « Cœur Transport » (pour « complexe d'échanges urbains »), véritable pôle multimodal contenant la gare du RER A, la gare Transilien, la station de la ligne 1 du métro parisien, la station du tramway T2 ainsi qu'une gare routière,. Ce pôle dispose d'une vaste salle d'échange, avec un guichet Transilien SNCF, de nombreux guichets RATP, des automates pour l'achat de titres de transport grandes lignes et d'autres pour l'achat de titres de transport Île-de-France. De nombreux commerces y sont installés. Cette salle est reliée directement au centre commercial Les Quatre Temps et au Cnit. Si la plupart des accès donnent vers la salle d'échanges, il existe d'autres accès directs. Une sortie située place Carpeaux donne directement vers la station de tramway (ainsi que, indirectement, à la gare Transilien par un passage souterrain). L'accès dit de la salle des colonnes permet un accès direct à la gare Transilien.
La gare du RER E dispose quant à elle de trois accès extérieurs : depuis le parvis de la Grande Arche, dans le Cnit (appelée « La faille ») et sur l'avenue Gambetta dans Courbevoie. Elle est reliée depuis sa mezzanine au « Cœur Transport » via le Cnit. Des accès directs y sont également disponibles vers la gare RER A ainsi que vers la gare Transilien/tramway grâce à deux couloirs souterrains distincts.
Des ascenseurs permettent l'accès aux différentes gares aux personnes à mobilité réduite,.
Des accès à Internet via Wi-Fi sont disponibles autant dans l'ensemble de la gare.
|                                                                 |  |  |
| Les accès Carpeaux (à gauche) et Salle des Colonnes (à droite). |  |  |

### Desserte
La gare RATP accueille les trains de la ligne A du RER. Il faut compter dix minutes pour atteindre le centre de Paris (Châtelet - Les Halles) avec 15 trains par heure et par sens aux heures creuses du lundi au vendredi, 24 à 30 trains par heure aux heures de pointe, 12 trains par heure le samedi et le dimanche et 8 trains par heure en soirée (la gare joue le rôle de terminus de certains trains).
La gare SNCF est desservie par la ligne L du réseau Saint-Lazare, à raison de 10 à 12 trains par heure et par sens du lundi au samedi, 12 à 16 trains par heure aux heures de pointe, 6 trains par heure le dimanche et 4 trains par heure en soirée. Elle est également desservie par la ligne U, à raison de 2 trains par heure du lundi au samedi, 4 trains par heure aux heures de pointe, un train par heure le dimanche et en soirée.
La gare du RER E est desservie par 16 trains par heure aux heures de pointe et 10 trains par heure aux heures creuses,.
La station RATP est desservie par la ligne 2 du tramway, à raison d'un tramway toutes les quatre à douze minutes.

### Intermodalité
Les trois gares (SNCF, ligne L et U, RER E, et RATP, RER A) et la station de tramway sont en correspondance entre elles ainsi qu'avec la ligne 1 du métro, située au-dessus de la gare souterraine du RER A. L'ensemble est également en lien avec les nombreuses lignes de bus ou de cars desservant les deux gares routières.
La gare routière RATP présente une particularité : les voyageurs attendent dans un long hall devant des portes automatiques qui s'ouvrent lors de l'arrivée des autobus. La gare routière et le Terminal Jules-Verne sont desservis par :
- les lignes 73, 141, 144, 159, 174, 178, 258, 275, 276, 278 et 360 du réseau de bus RATP ;
- les lignes A14 Bonnières, A14 Mantes, 7825 et 72 du réseau de bus du Mantois ;
- les lignes A14 Les Mureaux et A14 Verneuil du réseau de bus de Poissy - Les Mureaux ;
- la ligne A14 Chambourcy du réseau de bus de Saint-Germain Boucles de Seine ;
- la ligne N24 du réseau Noctilien.

Les activités internationales Eurolines qui desservait le Terminal Jules-Verne sont suspendues.
Depuis mai 2024, des navettes « aérobus » sont mises en service afin de rejoindre l'aéroport de Paris-Beauvais.

## À proximité
- Quartier d'affaires de La Défense, avec ses tours et sa dalle piétonne
- Arche de la Défense, abritant une partie du ministère de l'Écologie
- Centre des nouvelles industries et technologies (CNIT)
- Sculptures de la Défense, dont l'Araignée Rouge de Calder, les Deux Personnages fantastiques de Miró et le Pouce de César
- Perspective sur l'axe historique
- Centre commercial Les Quatre Temps
- Cinéma UGC Ciné Cité La Défense
- La salle Paris La Défense Arena

Galerie de photographies
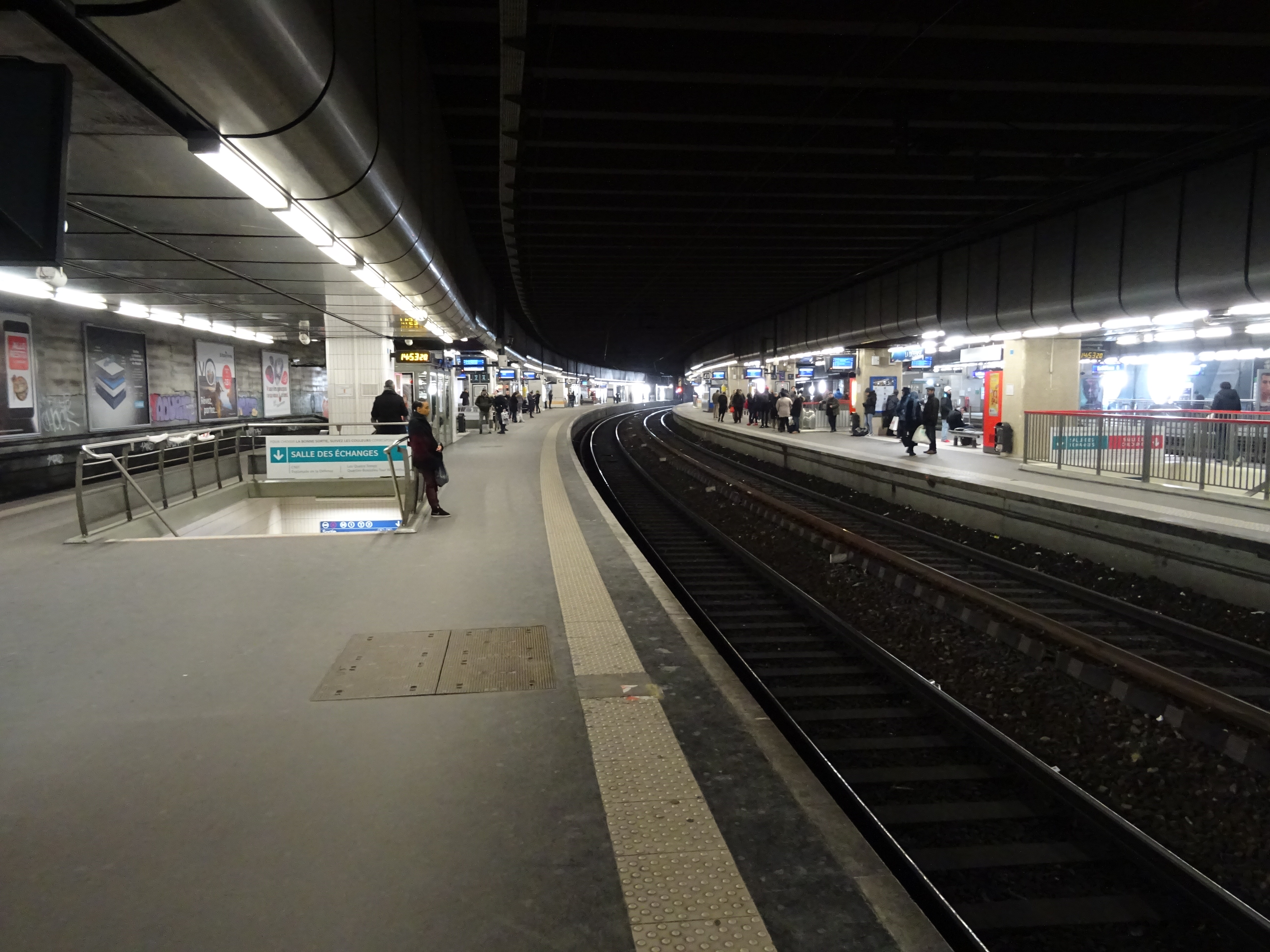
Gare SNCF desservie par les lignes L et U.
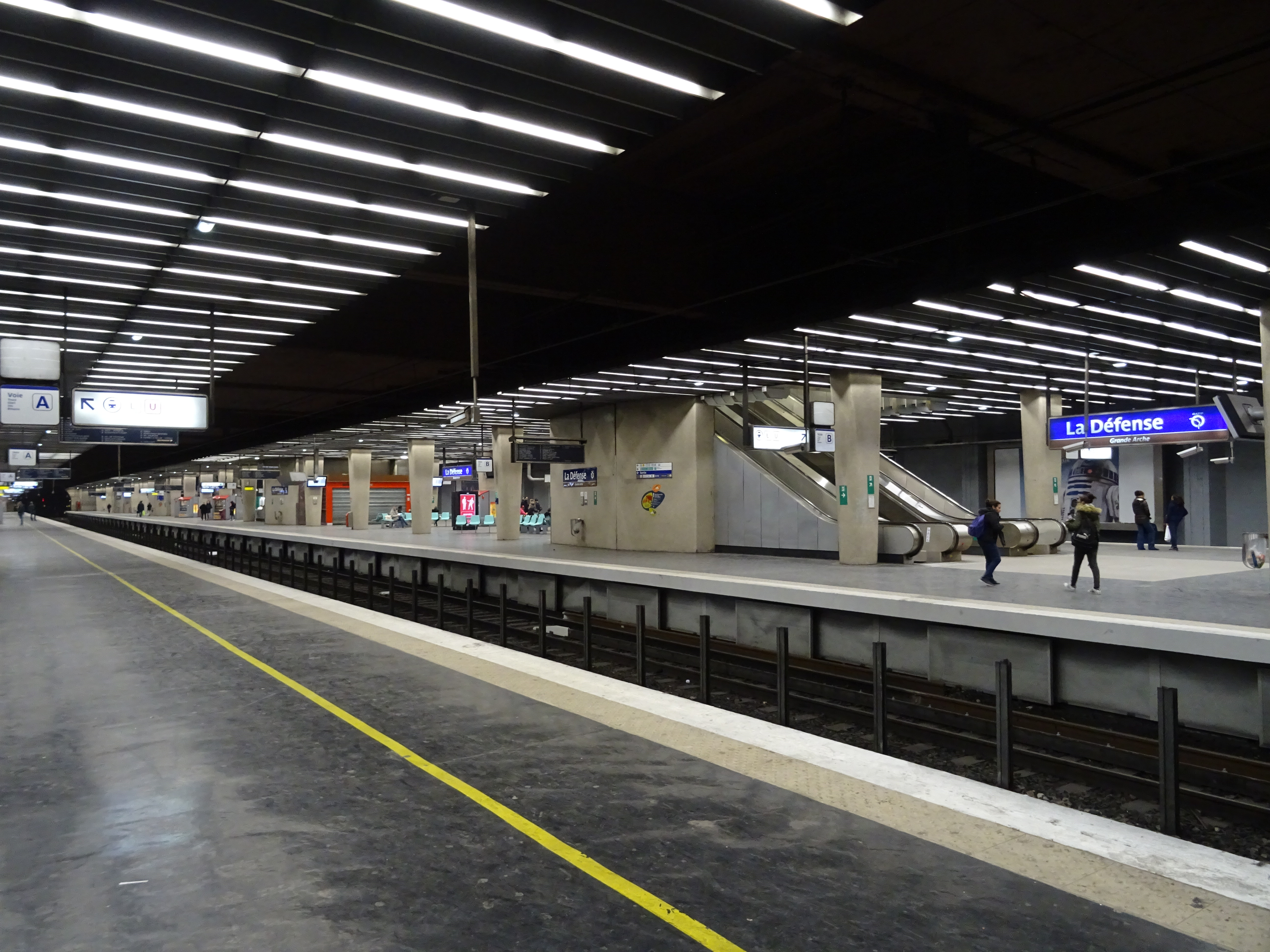
Gare RATP desservie par le RER A.
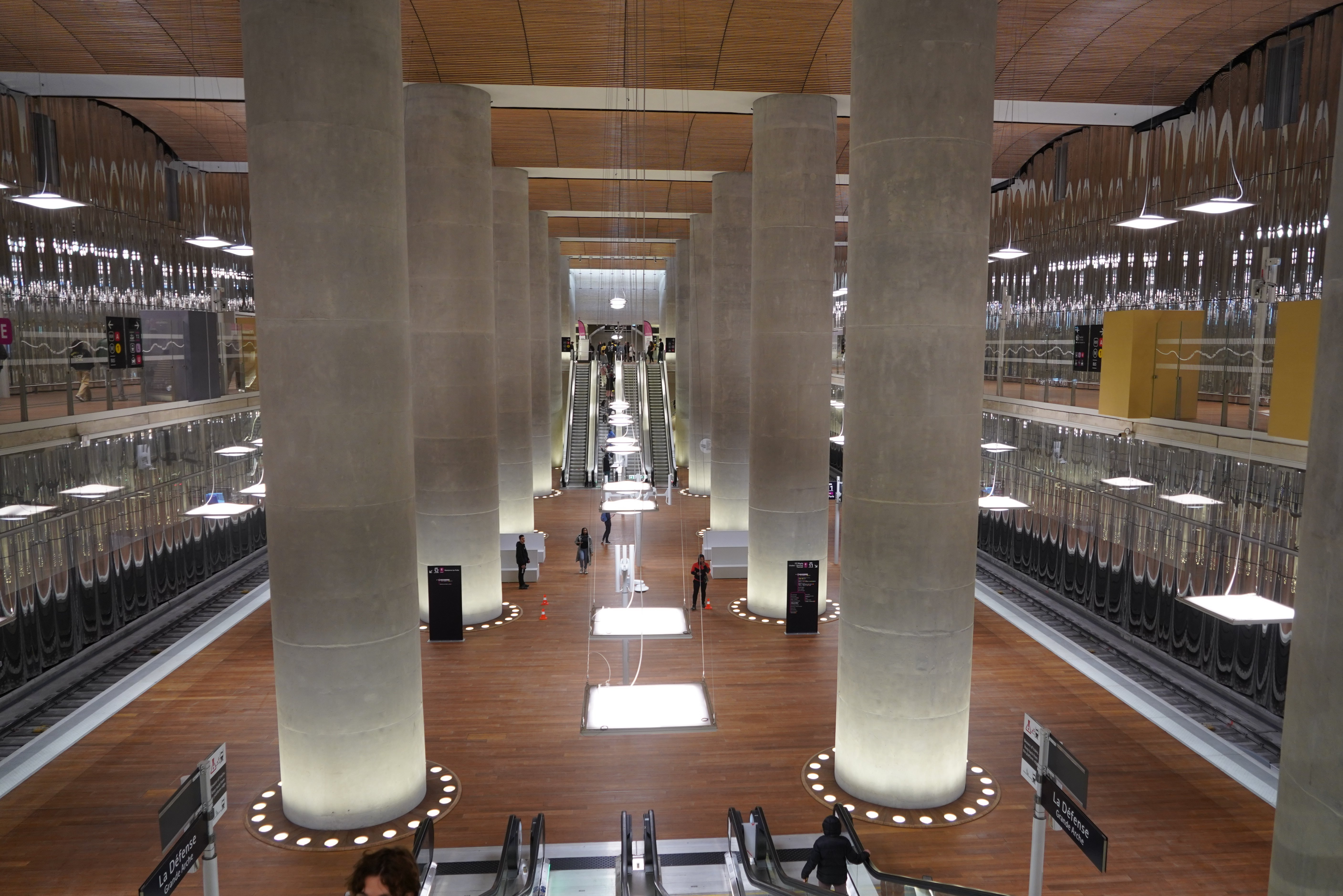
Gare SNCF desservie par le RER E.
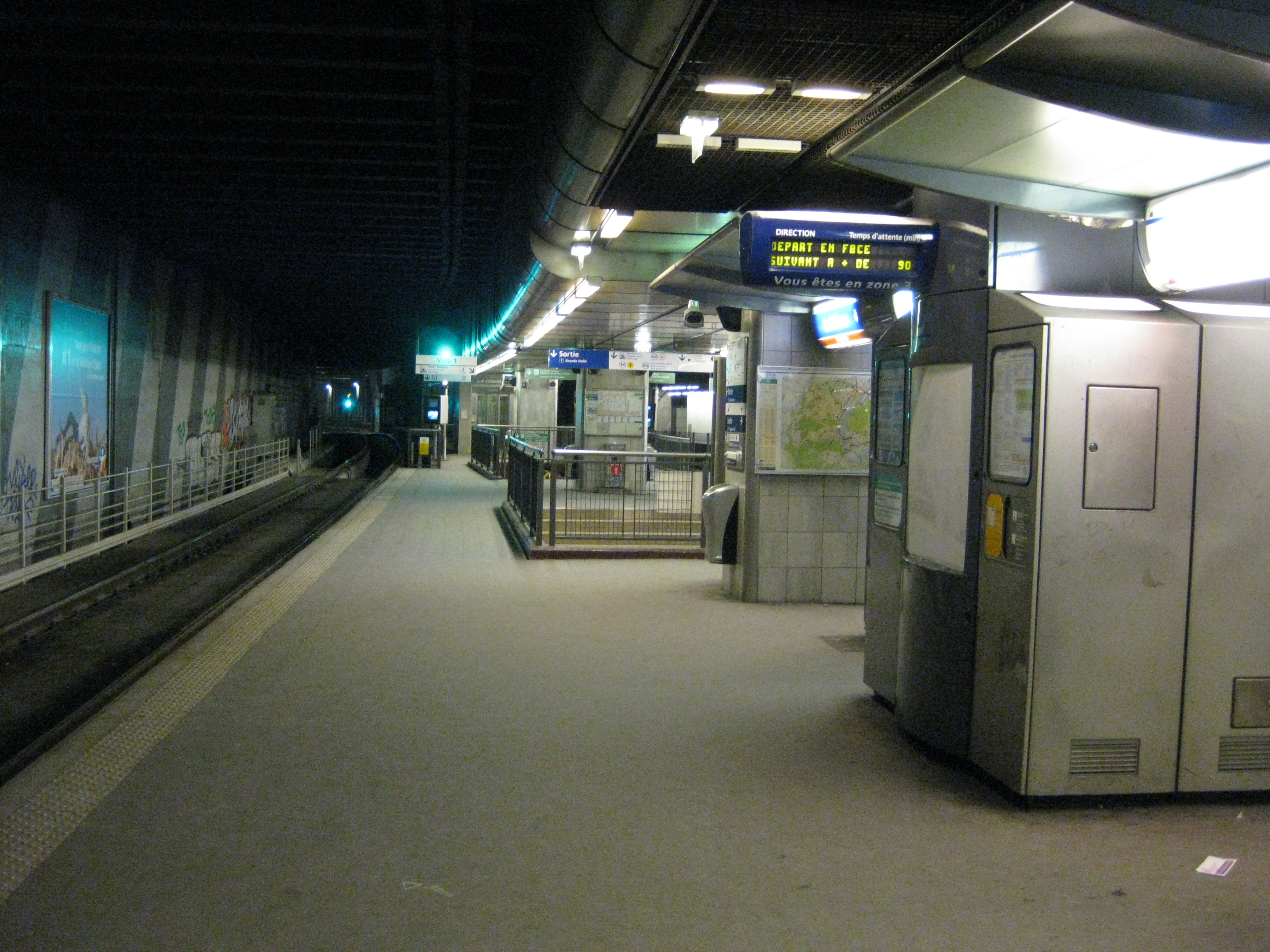
Station de tramway RATP de la ligne T2, avant rénovation, en 2009.
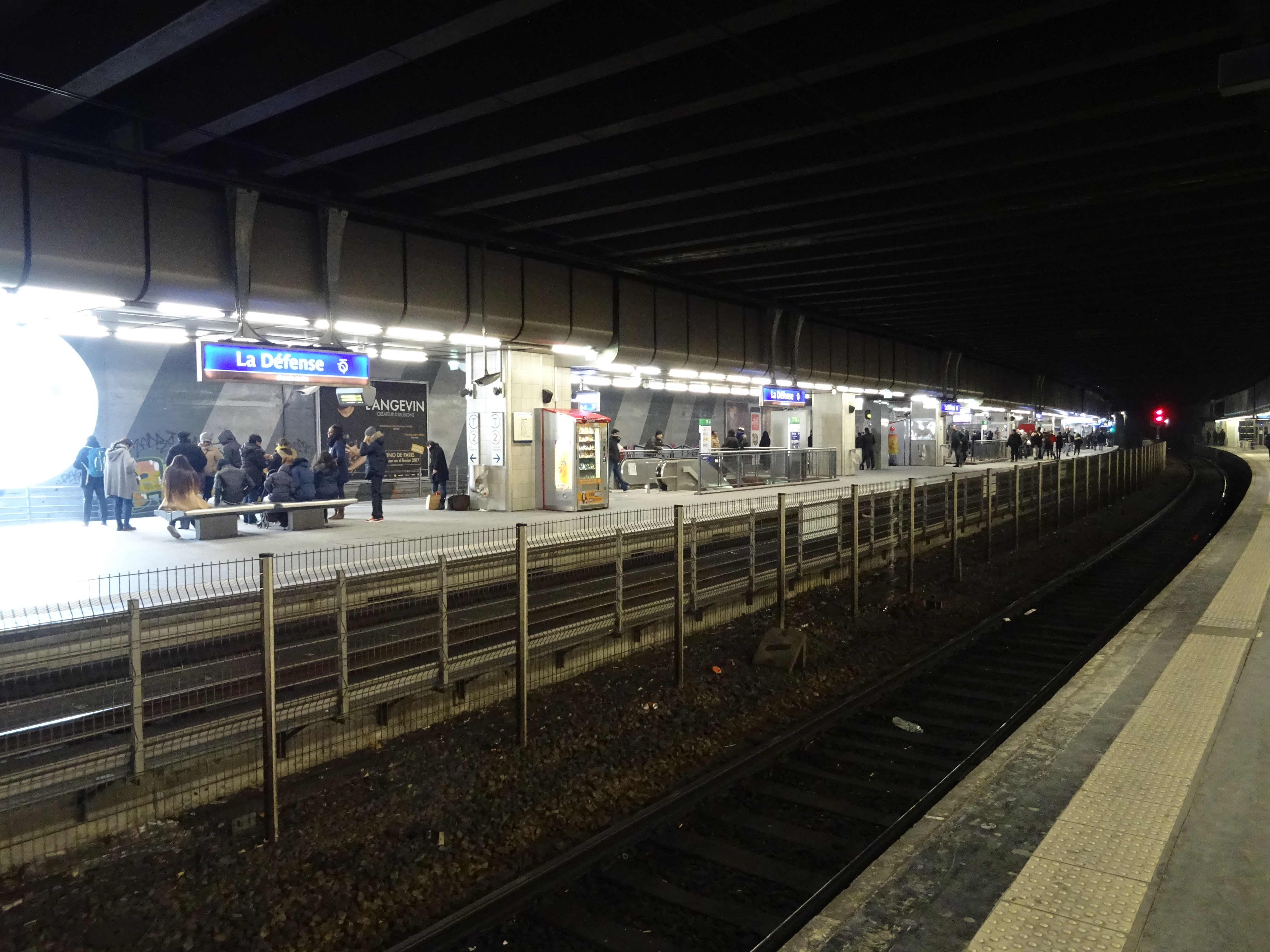
Au fond, les quais du tramway, après rénovation. Au premier plan, une voie et un quai de la gare SNCF.
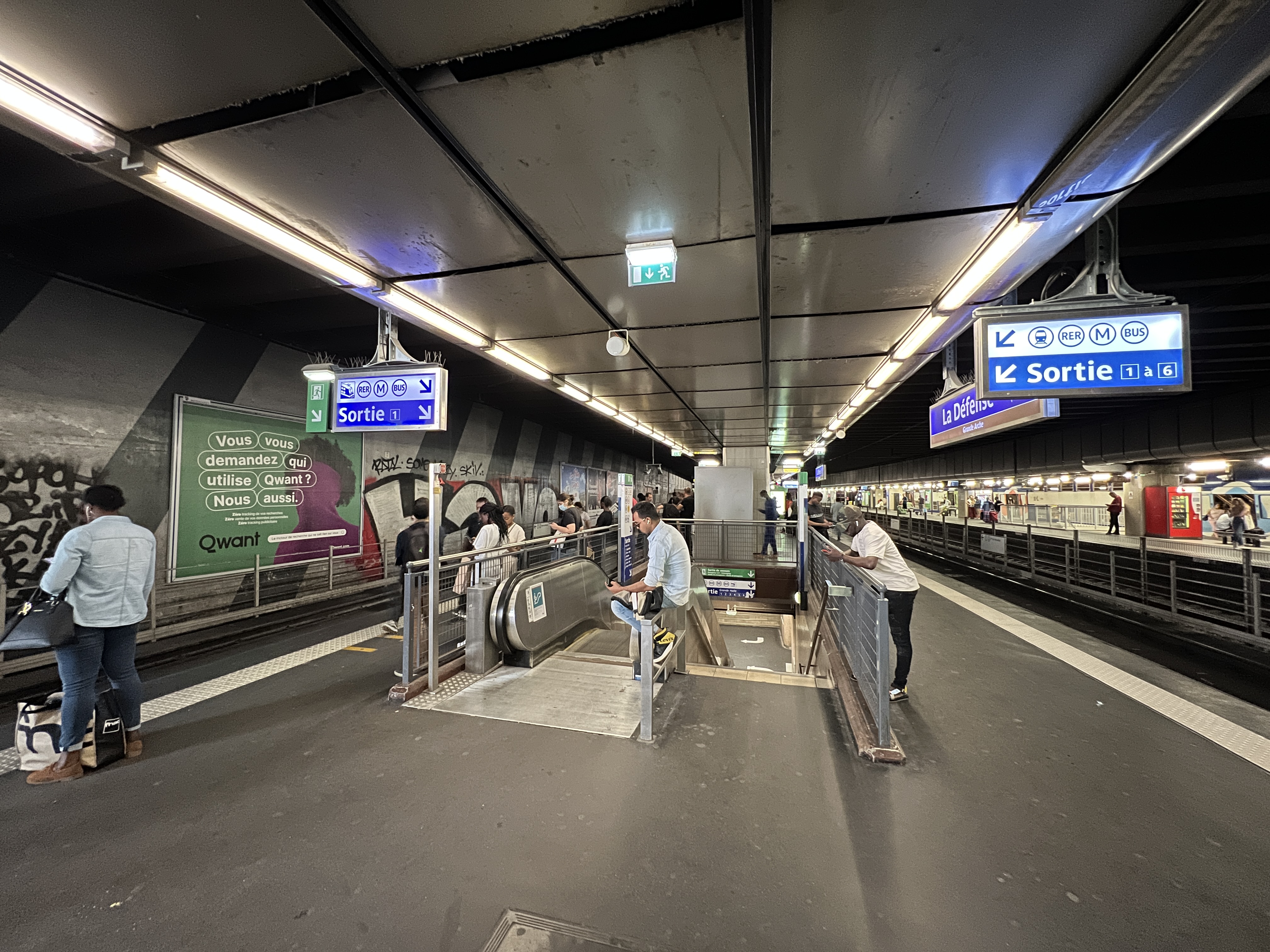
Station de tramway RATP de la ligne T2, en 2022.

## Culture
La gare est le lieu d'une scène du film Calmos de Bertrand Blier sorti en 1976. À partir de la 46e minute, Jean Rochefort monte dans une MS 61 exclusivement féminine.

## Projets

### Projet de construction d'une station de la ligne 15 du Grand Paris Express
La station de la ligne 15 du Grand Paris Express, prévue à l'horizon 2030, devait être implantée sous le centre commercial Westfield Les 4 Temps, en correspondance avec les autres moyens de transport desservant la Défense.
En 2019, les travaux n’ont finalement pas débuté tandis que la Société du Grand Paris a démarré des études afin de concevoir la station environ 100 à 300 mètres de l'emplacement initial. En effet, la construction d’une station de métro sous le centre commercial a été estimée à 17 ans de travaux,. Finalement, en février 2020, la SGP décide que la future station sera située entre le carrefour de la Rose de Cherbourg et la dalle de la Défense.

### Projet de création d'une gare nouvelle pour les trains de grandes lignes
À la suite du projet de création du Grand Paris, Nicolas Sarkozy, alors président de la République, annonce au début du mois de juin 2009 la construction de deux lignes à grande vitesse (LGV) :
- la ligne nouvelle Paris - Normandie (projet abandonné le 9 juillet 2013) ;
- la LGV Paris - Londres par Amiens (projet reporté sine die) ;

et la création d'une gare nouvelle afin de soulager la gare de Paris-Nord et la gare de Paris-Saint-Lazare qui seront saturées en 2020.
Elle devrait être une gare de terminus pour les trains de grandes lignes :
- TGV en provenance d'Amiens, de Calais, de Cherbourg (via Caen) et du Havre (via Rouen) ;
- Eurostar en provenance de Londres ;
- Intercités Normandie en provenance des gares de Basse-Normandie.

L'ouverture de cette gare est prévue avec l'ouverture de la ligne nouvelle Paris - Normandie et de la LGV Paris - Londres par Amiens, un temps annoncées à l'horizon 2017-2020. Mais n'étant pas financées et peu prioritaires parmi les projets de lignes à grande vitesse, leur mise en service, ainsi que celle de la gare grandes lignes de la Défense, est peu probable avant 2030.

### Restructuration de la station de tramway La Défense et nouvelle station de tramway «Rose de Cherbourg»
Face à la saturation de la station La Défense, la RATP, la SNCF, la Région et l'Établissement Paris-La Défense allouent en 2019 un budget de 13,3 millions à son amélioration.
Il est envisagé, dans le cadre de la restructuration de la gare routière de La Défense, de libérer l'espace pour une troisième voie réservée au tramway. Celle-ci permettrait de fluidifier l'exploitation en permettant des terminus partiels à cette station.
Par ailleurs, IDFM étudiera la possibilité de construire une nouvelle station Rose de Cherbourg, située entre Puteaux et La Défense au niveau du boulevard circulaire, dans la tranchée partagée avec les voies SNCF. Elle permettrait de soulager la station La Défense en offrant un accès alternatif au sud du quartier d'affaires.